# Пшиточниця
Пшиточниця (пол. Przytocznica) — село в Польщі, у гміні Дорухув Остшешовського повіту Великопольського воєводства.
Населення — 371 особа (2011).
У 1975-1998 роках село належало до Каліського воєводства.

## Демографія
Демографічна структура станом на 31 березня 2011 року:
|          | Загалом | Допрацездатний вік | Працездатний вік | Постпрацездатний вік |
| -------- | ------- | ------------------ | ---------------- | -------------------- |
| Чоловіки | 194     | 40                 | 135              | 19                   |
| Жінки    | 177     | 39                 | 99               | 39                   |
| Разом    | 371     | 79                 | 234              | 58                   |